# Camille Polfer
Camille Polfer, né le 21 novembre 1924 à Namur et décédé le 19 mars 1983 à Luxembourg, est un homme politique luxembourgeois.